# グリーレ
グリレ（独: Grille）は、第二次世界大戦中にドイツで開発された自走砲である。チェコから接収した38(t)戦車の車台に15cm sIG33重歩兵砲を搭載したもの。資料によって「グリーレ」とも表記されるが、これは英語風読みで、ドイツ語読みは「グリレ」。Grilleは「コオロギ」の意味。制式番号はSd.Kfz. 138/1。

## バリエーション
グリレH型
15-cm-schweres Infanteriegeschütz 33 (Sf) auf Panzerkampfwagen 38(t) Ausf. H „Grille“ (Sd.Kfz. 138/1)
グリレの最初のタイプはH型 (Ausf. H) で、38(t)戦車H型（戦車としては一輌も完成していない）の車体を流用していた。砲塔と上面装甲板が撤去され、代わりにオープントップの戦闘室に置き換えられた。武装は前任のI号およびII号自走重歩兵砲や、ロレーヌシュレッパー改造の自走重歩兵砲と同じく15cm重歩兵砲33 (15-cm-schweres Infanteriegeschütz 33 = sIG 33)であった。本来は当初から自走砲専用シャーシのK型が量産されるはずであったが、対空型と対戦車型が優先されたため後回しとなり、しかし急遽戦力化せよとのヒトラーの命により、戦車用シャーシ転用のこの型が暫定的に先行生産された。K型に比べ前部に位置した砲の重みでノーズヘビー気味であったが、K型の配備以降も同じ部隊で併用されている。
1943年2月から1944年9月までに、チェコのBMM社により396門が製造された。

グリレK型
15-cm-schweres Infanteriegeschütz 33/1 (Sf) auf Panzerkampfwagen 38(t) Ausf. K „Grille“ (Sd.Kfz. 138/1)
アルケット社の協力により、エンジンを中央に、戦闘室を後部に移動した新設計の自走砲専用シャーシを使用した本来の生産型。H型とK型は併行生産されている。自走重歩兵砲型をK型、対空自走砲型をL型、対戦車自走砲型をM型と呼ぶが、シャーシ自体は同じ物で、戦闘室まわりの装甲板や武装、弾薬棚などが異なる。（古い資料ではグリレM型などと呼んでいた。）武装はH型と同じ15cm砲sIG 33を搭載し、車体前面装甲は当初15mm、量産型で20mmに減らされている。BMM社で1943年12月から1944年9月までに282門が完成した。
この他に砲と弾薬棚を撤去した弾薬輸送車が、1944年1月から4月の間に93輌作られた。これは砲を固定するためのトラベリング・クランプのアームもそのまま残されており、野戦整備のレベルで15cm砲sIG 33を移設することにより、通常のグリレK型に改修することができた。

## 運用
両方のバージョンが、主に装甲師団および装甲擲弾兵師団の重歩兵砲中隊に配属された。各中隊は6門ずつのグリレを運用した。